# Acacia ditricha
Acacia ditricha é uma espécie de leguminosa do gênero Acacia, pertencente à família Fabaceae.